# Gare de Kotoden-Kotohira
La gare de Kotoden-Kotohira (琴電琴平駅, Kotoden-Kotohira-eki) est une gare ferroviaire située à Kotohira, dans la préfecture de Kagawa au Japon. Elle est exploitée par la compagnie Kotoden.

## Situation ferroviaire
Gare terminus, la gare de Kotoden-Kotohira marque la fin de la ligne Kotohira.

## Histoire
La gare de Kotoden-Kotohira a été inaugurée le 15 mars 1927 sous le nom de gare de Kotohira. Elle prend son nom actuel en 1942.

## Service des voyageurs

### Accueil
La gare dispose d'un bâtiment voyageurs, avec guichets, ouvert tous les jours.

### Desserte
- Ligne Kotohira :
  - voies 1 et 2 : direction Kawaramachi et Takamatsu-Chikkō

### Intermodalité
La gare de Kotohira de la JR Shikoku se trouve à 200 m à l'est de la gare.